# Kariera Nikodema Dyzmy (serial telewizyjny)
Kariera Nikodema Dyzmy – polski siedmioodcinkowy serial telewizyjny w reżyserii Jan Rybkowskiego i Marka Nowickiego emitowany po raz pierwszy przez Telewizję Polską od 6 kwietnia 1980 do 18 maja 1980. Scenariusz serialu powstał na podstawie powieści Tadeusza Dołęgi-Mostowicza o tym samym tytule z 1931 roku.
Reżyserem serialu był Jan Rybkowski, który 24 lata wcześniej wyreżyserował filmową adaptację powieści pt. Nikodem Dyzma. Współreżyserem filmu był operator Marek Nowicki, który reżyserował część serialu, gdy Jan Rybkowski musiał zejść z planu z powodu poważnej choroby. Na kilka miesięcy przed premierą serialu telewizyjnego, emitowany był również serial radiowy z inną obsadą.
Kariera Nikodema Dyzmy jest uznawana za jeden z najlepszych polskich seriali oraz za wybitne osiągnięcie aktorskie Romana Wilhelmiego.

## Realizacja
Plenery do filmu kręcone były w następujących lokacjach: Łódź (al. 1 Maja, ul. Moniuszki, ul. Piotrkowska), Zaborów (ówczesny „Dom Dziennikarza”, obecnie Pałac Goldstandów – serialowe Koborowo), Nieborów (ogrody pałacowe – scena rozmowy Żorża Ponimirskiego z Dyzmą), Warszawa (róg Al. Ujazdowskich i ul. Wilczej, lotnisko na Bemowie, Tor wyścigów konnych Służewiec).
W serialu wykorzystano przedwojenne piosenki: Chodź na Pragę oraz Dulcynea. Ta ostatnia wykonywana jest przez Bohdana Łazukę oraz przewija się jako motyw muzyczny.

## Fabuła
Serial przedstawia historię przypadkowej, lecz zawrotnej kariery bezrobotnego przybysza z prowincjonalnego Łyskowa, który dzięki szczęśliwemu zbiegowi okoliczności dostaje się na salony i dochodzi do najwyższych zaszczytów w państwie. Akcja toczy się w latach dwudziestych XX wieku w okresie II Rzeczypospolitej, głównie w Warszawie i Koborowie, fikcyjnym majątku na Kresach.

## Różnice między powieścią a serialem
Scenariusz serialu jest dość dokładnie oparty na powieści Tadeusza Dołęgi-Mostowicza. Dokonano jednak pewnych zmian oraz pominięto kilka wątków. Różnice wynikają w większości z konieczności spełnienia wymogów cenzury.

### Zmiany
- zmiana adresu mieszkania Barcików z ulicy Łuckiej na Krochmalną (Łuck po wojnie znalazł się w granicach ZSRR)
- rozbudowa scen pokazujących życie „nizin społecznych” w pierwszym odcinku
- inne okoliczności znalezienia zaproszenia na raut, w powieści goniec gubi listy wsiadając do tramwaju
- zmiana nazwy Hotelu Europejskiego na Hotel Europa
- zmiana lokalizacji dyrekcji lasów państwowych z Grodna na Białystok (Grodno również znalazło się w ZSRR)
- umieszczenie Łyskowa w powiecie hrubieszowskim, czego nie ma w powieści
- niejasne przedstawienie motywów zazdrości Kasi o Ninę, z powieści wynika wprost, że łączył je związek lesbijski
- dodanie sceny wyścigów konnych, której nie ma w powieści; tor wyścigowy na Służewcu oddano do użytku dopiero w 1939 roku
- dodanie wątku o założeniu przez Reicha teczki Dyzmie i inwigilowania go, czego brak w powieści
- zmiana miejsca wysłania Terkowskiego na ambasadora z Chin na Argentynę
- dłuższe zakończenie, pozostawiające w większej niepewności co do dalszych losów Dyzmy

### Wątki pominięte
- sprawa podróżnika Oskara Hella, bywalca salonów i adoratora Niny, przeciwko któremu Dyzma spreparował fałszywe oskarżenie o szpiegostwo na rzecz Sowietów (rozdz. 17 i 18)[potrzebny przypis]
- powrót Kasi Kunickiej ze Szwajcarii na miesiąc przed ślubem Niny z Nikodemem (rozdz. 18)[potrzebny przypis]
- ślub Niny z Nikodemem w kościele w Warszawie oraz huczne wesele w Hotelu Europejskim (rozdz. 20 i 21)[potrzebny przypis]
- uroczyste powitanie Niny i Nikodema przez mieszkańców Koborowa (rozdz. 21)[potrzebny przypis]
- dożynki w Koborowie z udziałem gości z Warszawy, rozmowy o „genach” arystokratycznych u chłopów, wykorzystanie przez Dyzmę wiejskiej dziewczyny na oczach narzeczonego (rozdz. 23)[potrzebny przypis]

## Obsada
- Roman Wilhelmi – Nikodem Dyzma
- Grażyna Barszczewska – Nina Kunicka, de domo Ponimirska
- Bronisław Pawlik – Leon Kunicki vel Leon Kunik
- Leonard Pietraszak – pułkownik Wacław Wareda
- Bogusz Bilewski – Jan Ulanicki, wiceminister rolnictwa
- Wojciech Pokora – Żorż Ponimirski, brat Niny
- Jerzy Bończak – Zygmunt Krzepicki, sekretarz Dyzmy
- Halina Golanko – Mańka Barcik, córka Barcików, prostytutka
- Tadeusz Pluciński – Jaszuński, minister rolnictwa
- Ewa Szykulska – hrabina Lala Koniecpolska
- Izabela Trojanowska – Kasia Kunicka, córka Kunika[6]
- Witold Pyrkosz – Ambroziak, akordeonista
- Mariusz Dmochowski – Jan Terkowski, szef gabinetu premiera
- Igor Śmiałowski – książę Roztocki
- Piotr Wysocki – hrabia Koniecpolski
- Arkadiusz Bazak – Rajch, komisarz policji
- Mieczysław Czechowicz – Olszewski, dyrektor LP
- Krystyna Ciechomska – hrabina Eugenia Przełęska, ciotka Niny
- Edward Wichura – Józef Boczek, naczelnik UP[7]
- Bohdan Łazuka – piosenkarz-tancerz w „Oazie”
- Hanna Stankówna – księżna Janetta Roztocka
- Liliana Głąbczyńska – hrabianka Marietta Czarska
- Hanna Pląskowska – hrabianka Iwona Czarska
- Alicja Jachiewicz – Renata, dama z towarzystwa
- Ewa Ziętek – Helena, dama z towarzystwa
- Hanna Balińska – Bibiana, dama z towarzystwa
- Barbara Brylska – Evita, dama z towarzystwa
- Zofia Merle – Walentowa Barcik, gospodyni Dyzmy
- Jan Mayzel – Walenty Barcik
- Zygmunt Zintel – Malinowski, właściciel szynku
- Janusz Bylczyński – Wandryszewski, dyr. w Banku Zbożowym
- Andrzej Krasicki – minister skarbu
- Joanna Kasperska – prostytutka
- Marian Rułka – Czerpak, naczelnik wydziału w MK
- Witold Skaruch – Litwinek, dyr. gabinetu Prezydenta RP
- Włodzimierz Musiał – inż. Pilchen, minister komunikacji
- Lech Ordon – dyrektor lokalu
- Włodzimierz Skoczylas – adwokat Dyzmy
- Czesław Lasota – szofer Ignacy
- Jan Łopuszniak – Antoni, służący w Koborowie
- Barbara Burska – służąca Kunickich
- Wojciech Zagórski – Leon, służący Kunickich
- Juliusz Lubicz-Lisowski – Feliks, lokaj Dyzmy
- Bolesław Woźniak – śpiewak uliczny
- Tomasz Stockinger – Majewski, przyjaciel Koniecpolskich
- Włodzimierz Adamski – Kaniewski, zarządca w Koborowie
- Tadeusz Kożusznik
- Andrzej Żarnecki – narrator

## Nagrody[8]

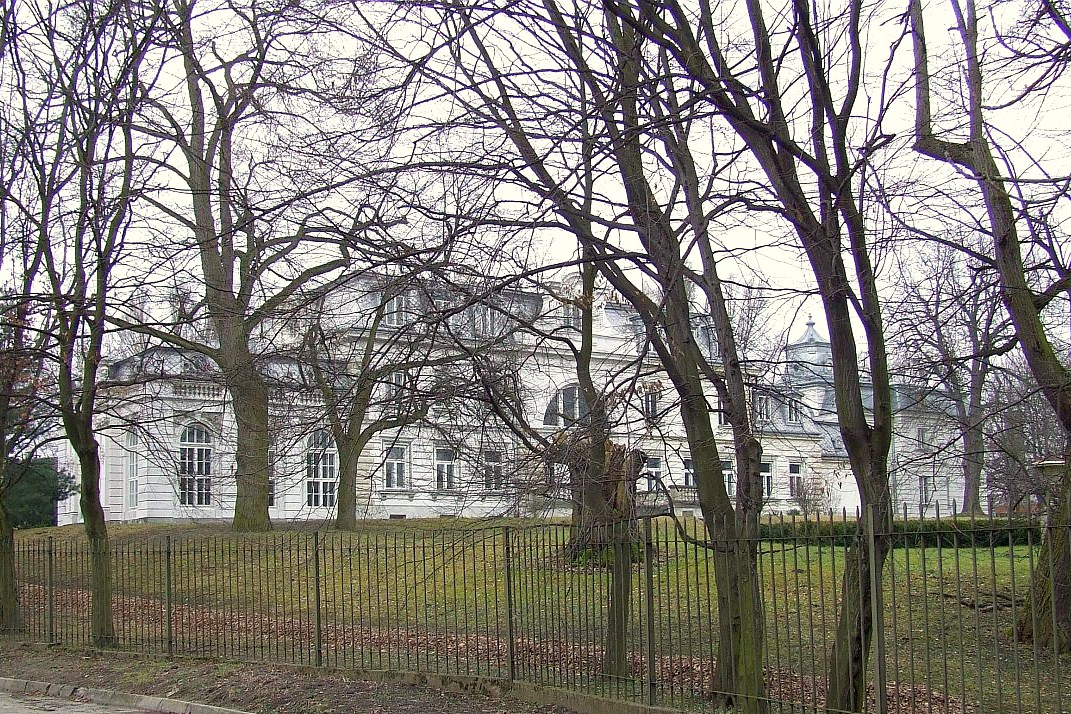
Filmowy pałac w Koborowie (Pałac Goldstandów w Zaborowie)

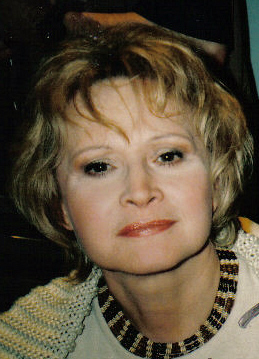
Grazyna Barszczewska w roli Niny Ponimirskiej

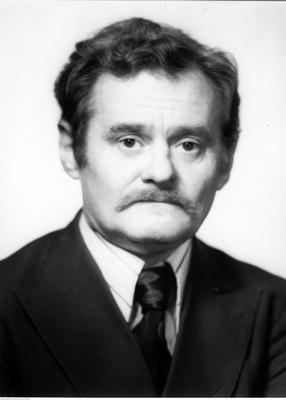
Bronisław Pawlik zagrał Leona Kunickiego

- 1980 Olsztyn (Festiwal Polskiej Twórczości Telewizyjnej) – nagroda jury dla Wiesławy Otockiej za montaż filmu
- 1980 Nagroda I stopnia Przewodniczącego Komitetu do spraw Radia i Telewizji – dla Romana Wilhelmiego, Jana Rybkowskiego i Marka Nowickiego
- 1981 Złoty Ekran (przyznawany przez pismo „Ekran”) – dla Romana Wilhelmiego „za wybitne osiągnięcia artystyczne w dziedzinie aktorstwa telewizyjnego, ze szczególnym uwzględnieniem ról w serialu Kariera Nikodema Dyzmy i w spektaklu Proces”
- 1999 Ankieta tygodnika „Polityka” Koniec wieku – 17 miejsce w kategorii „Programy, filmy i seriale telewizyjne”

## Planowana kontynuacja
Pod koniec XX wieku twórcy serialu postanowili nakręcić jego kontynuację – serial o losach współczesnego Dyzmy. We wrześniu 1999 roku rozpoczęły się przygotowania do produkcji, a o projekcie poinformowano w prasie. 13-odcinkowy serial telewizyjny i równocześnie film kinowy miały nosić tytuł Kariera Sebastiana Dyzmy. Scenariusz napisał Witold Orzechowski, współscenarzysta serialu z 1980 roku, który był również reżyserem i producentem. W tytułowej roli Sebastiana Dyzmy, czyli wnuka Nikodema Dyzmy, miał wystąpić Wojciech Malajkat. W głównych rolach wystąpić mieli również Paweł Deląg, Szymon Bobrowski, Paweł Wilczak i Robert Gonera, a w pozostałych min. Jerzy Bończak i Grażyna Barszczewska (aktorzy z serialu z 1980) oraz Agnieszka Warchulska, Agnieszka Sitek i Katarzyna Groniec.
Zdjęcia do nowego serialu i filmu planowano rozpocząć wiosną 2002 roku. Jednak projekt zarzucono po dwuletnich przygotowaniach ze względu na rozpoczęcie w połowie 2001 przez Jacka Bromskiego realizacji filmu Kariera Nikosia Dyzmy. Producentem filmu Bromskiego był Michał Balcerzak, który we wrześniu 1999 zgłosił się do Orzechowskiego z propozycją współpracy (którą zarzucono) i otrzymał wówczas od niego treatment scenariusza nowego serialu. Twórcy Kariery Sebastiana Dyzmy wystąpili na drogę sądową przeciwko twórcom filmu Bromskiego oskarżając ich o świadomą kradzież pomysłu i naruszenie praw autorskich.